# 名古屋高速5号万場線
名古屋高速5号万場線（なごやこうそく5ごうまんばせん）は、愛知県の、名古屋市中区の新洲崎ジャンクション(JCT)から名古屋市中川区の名古屋西JCTへ至る、名古屋高速道路の路線である。道路法上は、名古屋市道高速1号（中川区島井町 - 千種区鏡池通）の一部である。このことから本項では5号万場線と2号東山線をまとめて解説する場合、便宜的に「高速1号」と表記する。

## 概要
名古屋市の中心部と市内西部地域を連絡する東西方向の路線である。西端の名古屋西JCTにて東名阪自動車道と名古屋第二環状自動車道（名二環）および東端の新洲崎JCTにて都心環状線、2号東山線と接続する。このことから万場線は三重県や関西方面と名古屋市内を連絡する使命を担っている。
名古屋高速において3番目に供用された路線である。最初に供用された3号大高線が計画台数を大きく下回る中で、2番目に供用された都心環状線の一部区間の開通によって利用台数が上昇に転じ、続く5号万場線の開通は利用台数の大幅な上昇と料金収入のアップを公社にもたらした。
万場線は全線高架一層式となっている。起点の新洲崎JCTでは、都心環状線とはランプウェイで連絡するが、2号東山線とは直線で繋がっている。路線は黄金出入口付近までは直線で、そこから先はあおなみ線、JR関西線、近鉄線を横断することから大きくカーブする。横断後、再び西に進路を変えて愛知県道115号津島七宝名古屋線の上を通って終点の名古屋西JCTに至り、東名阪自動車道へは直線で、名二環へはランプウェイで連絡する。

### 路線データ
- 起点 : 愛知県名古屋市中村区名駅南四丁目[9]
- 終点 : 愛知県名古屋市中川区島井町[9]
- 距離 : 6.8 km[2]
- 出入口 : 6箇所（入口:3箇所・出口:3箇所）[2]
- 分岐 : 2箇所
- 車線 : 4車線[2]
- 速度規制：直線部・最高速度60km/h、曲線部・最高速度50km/h[10]

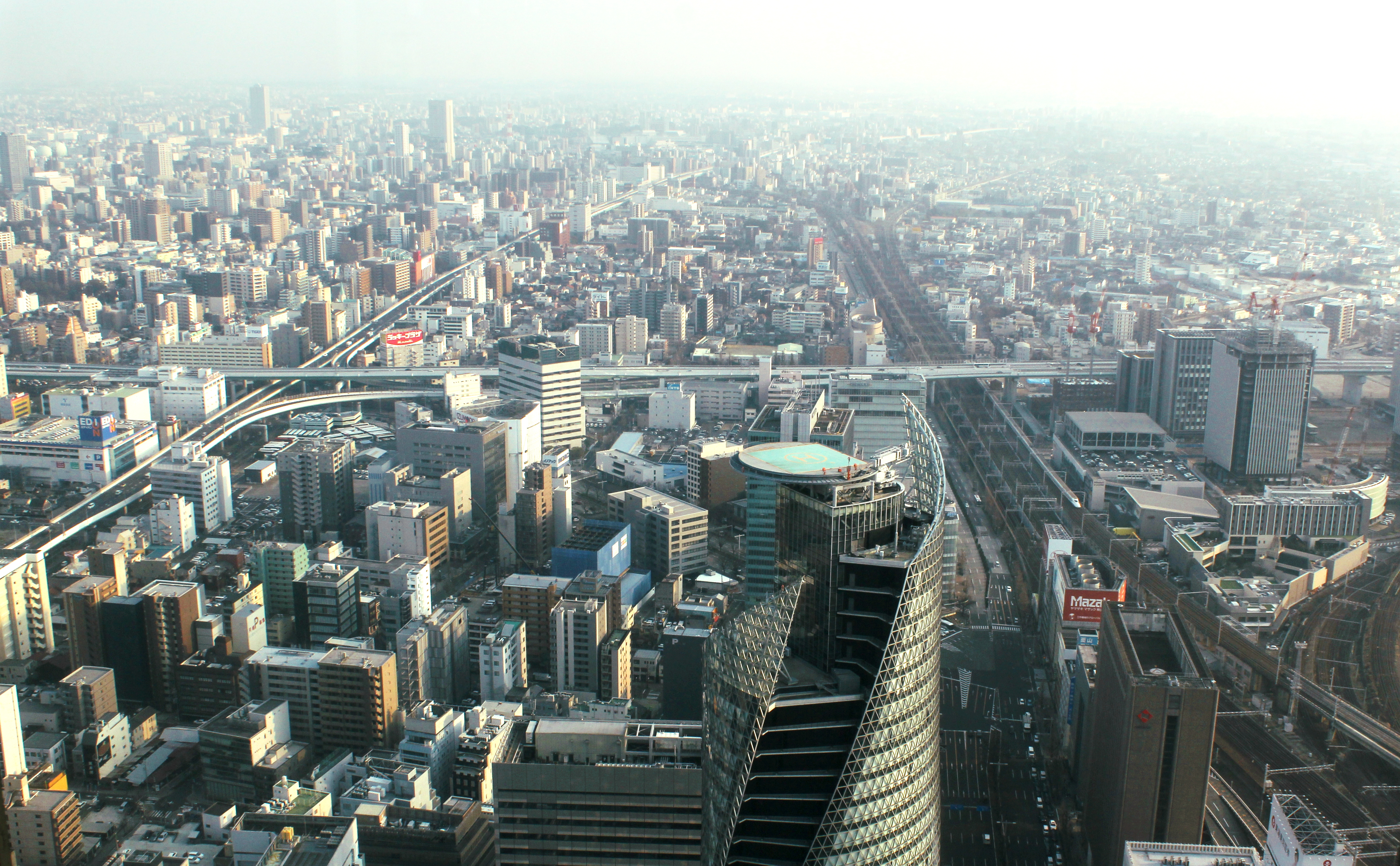
起点の新洲崎JCT（左）と隣接する六反跨線橋（右）。
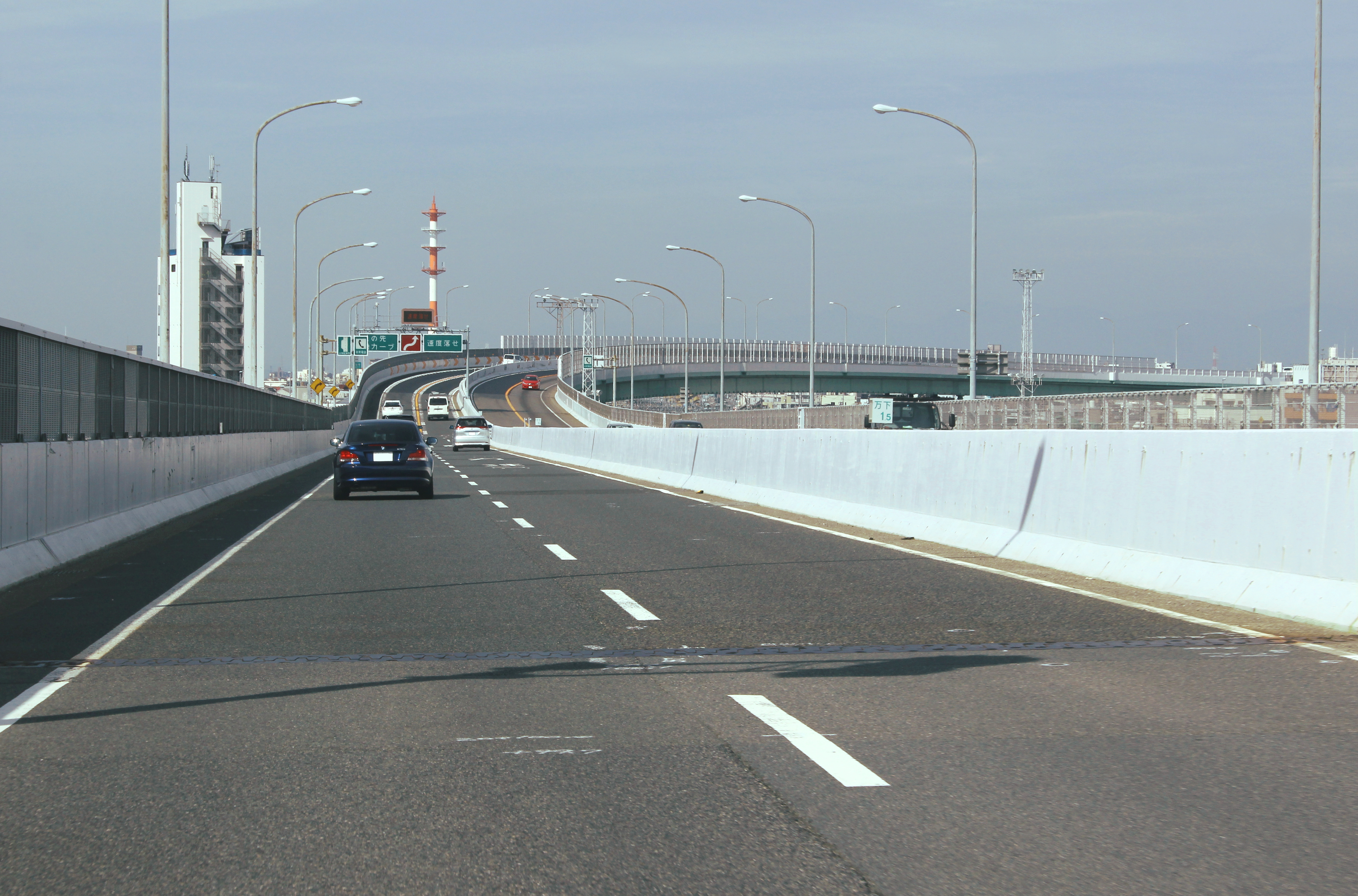
黄金跨線橋区間で大きくカーブする（西行き）。
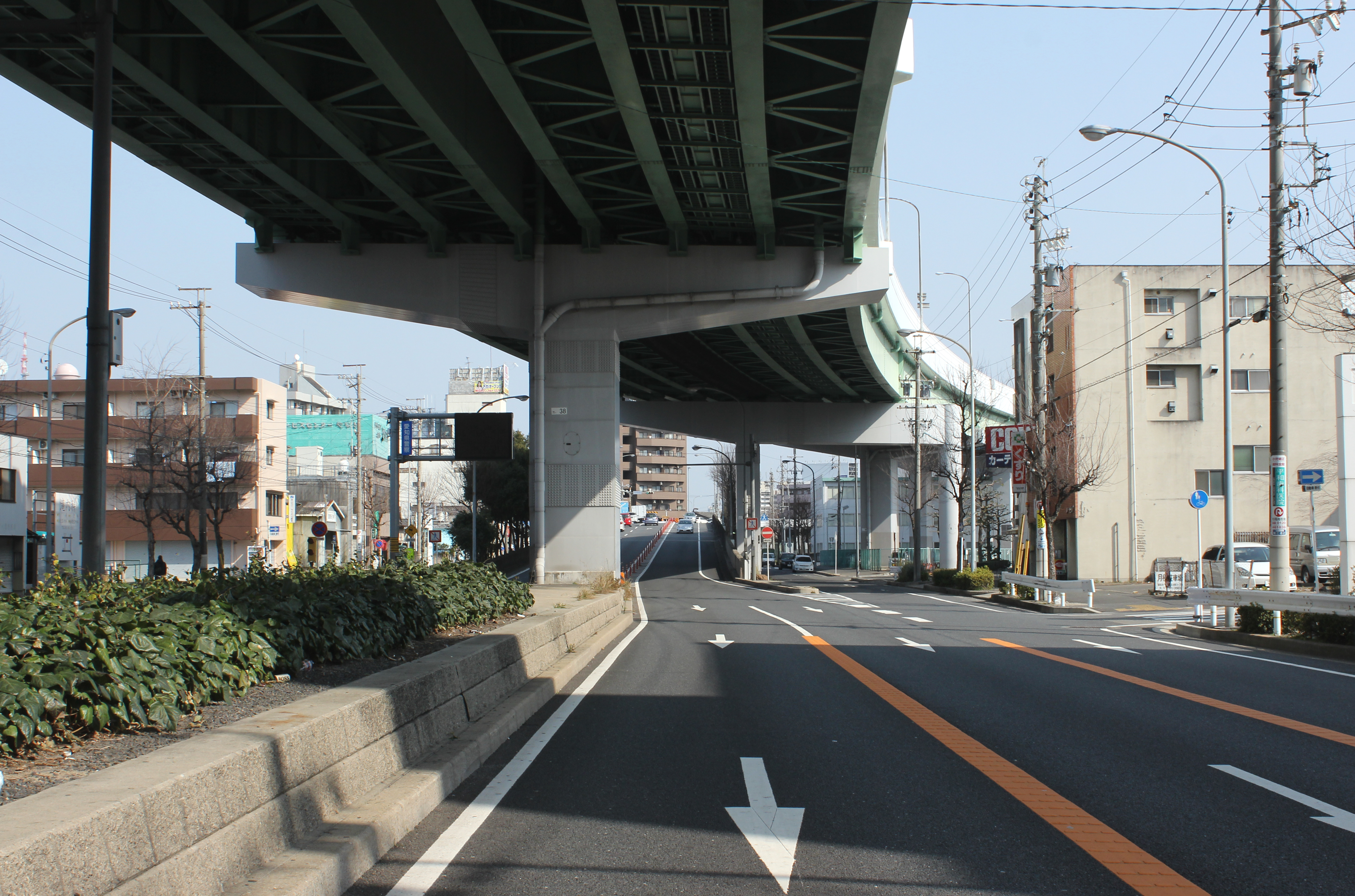
黄金跨線橋区間から愛知県道115号への合流地点。
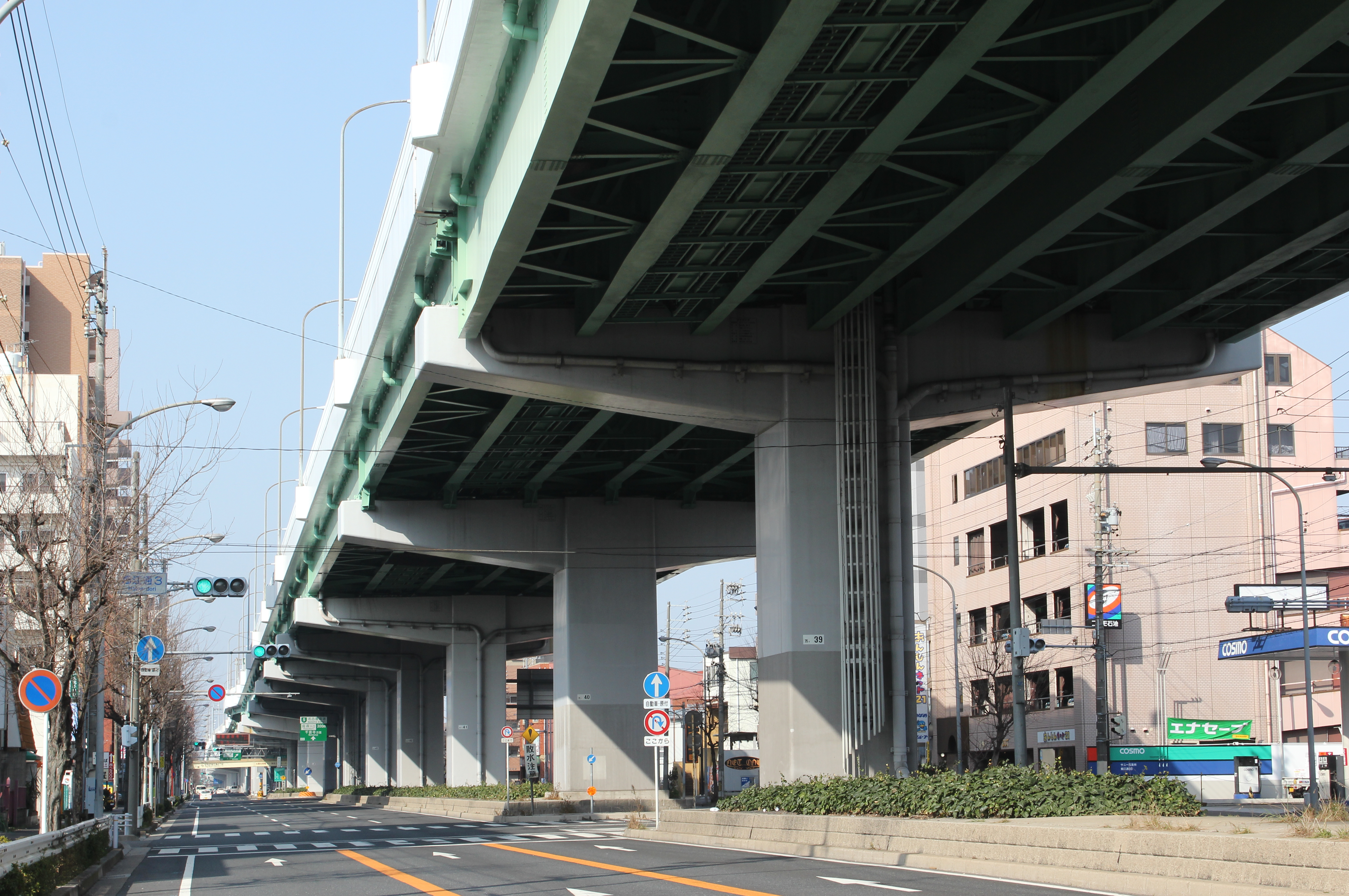
路線の3分の2は愛知県道115号の上を並行する。
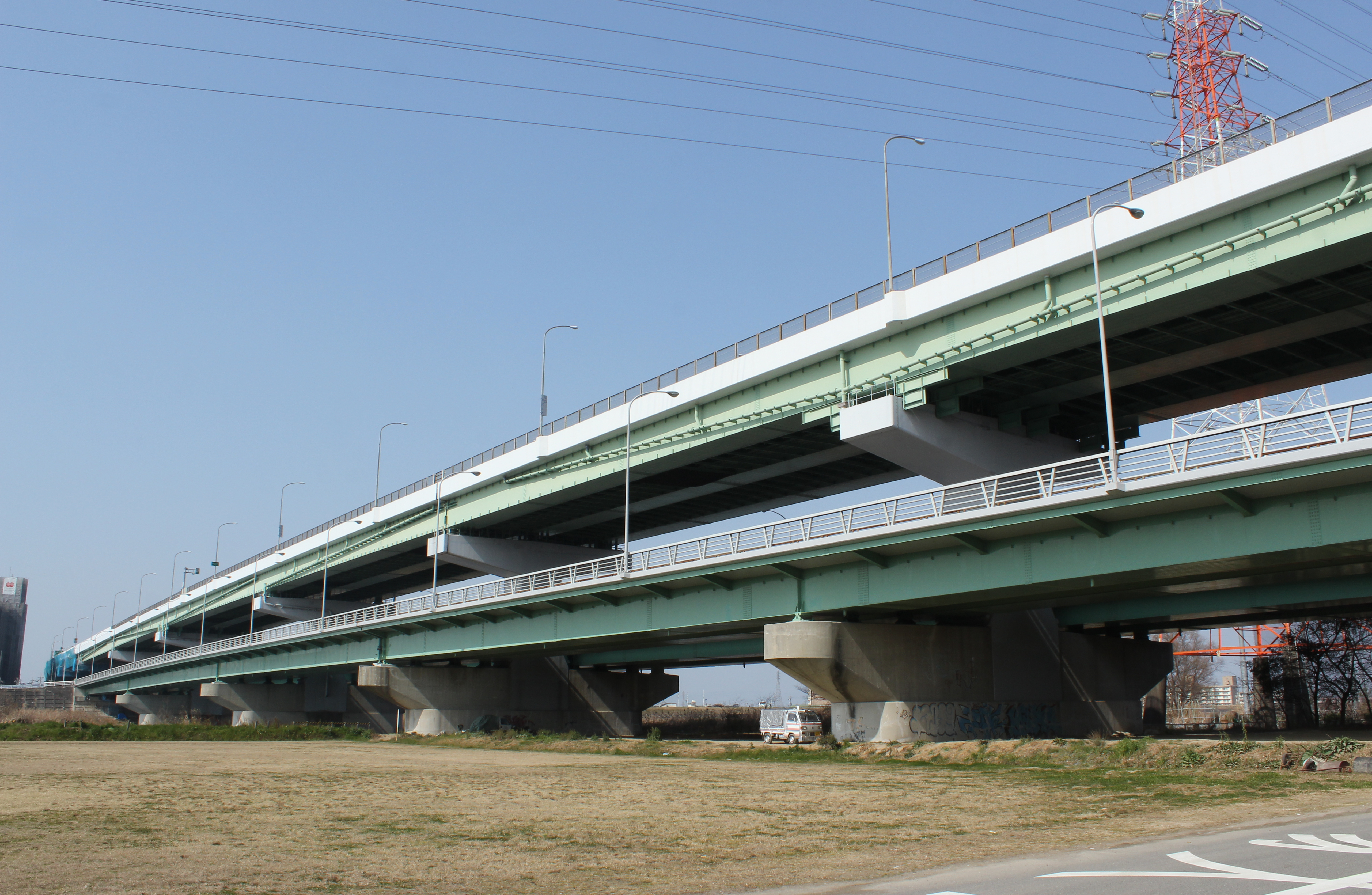
庄内川を渡河。中村区と中川区を跨ぐ（万場大橋）
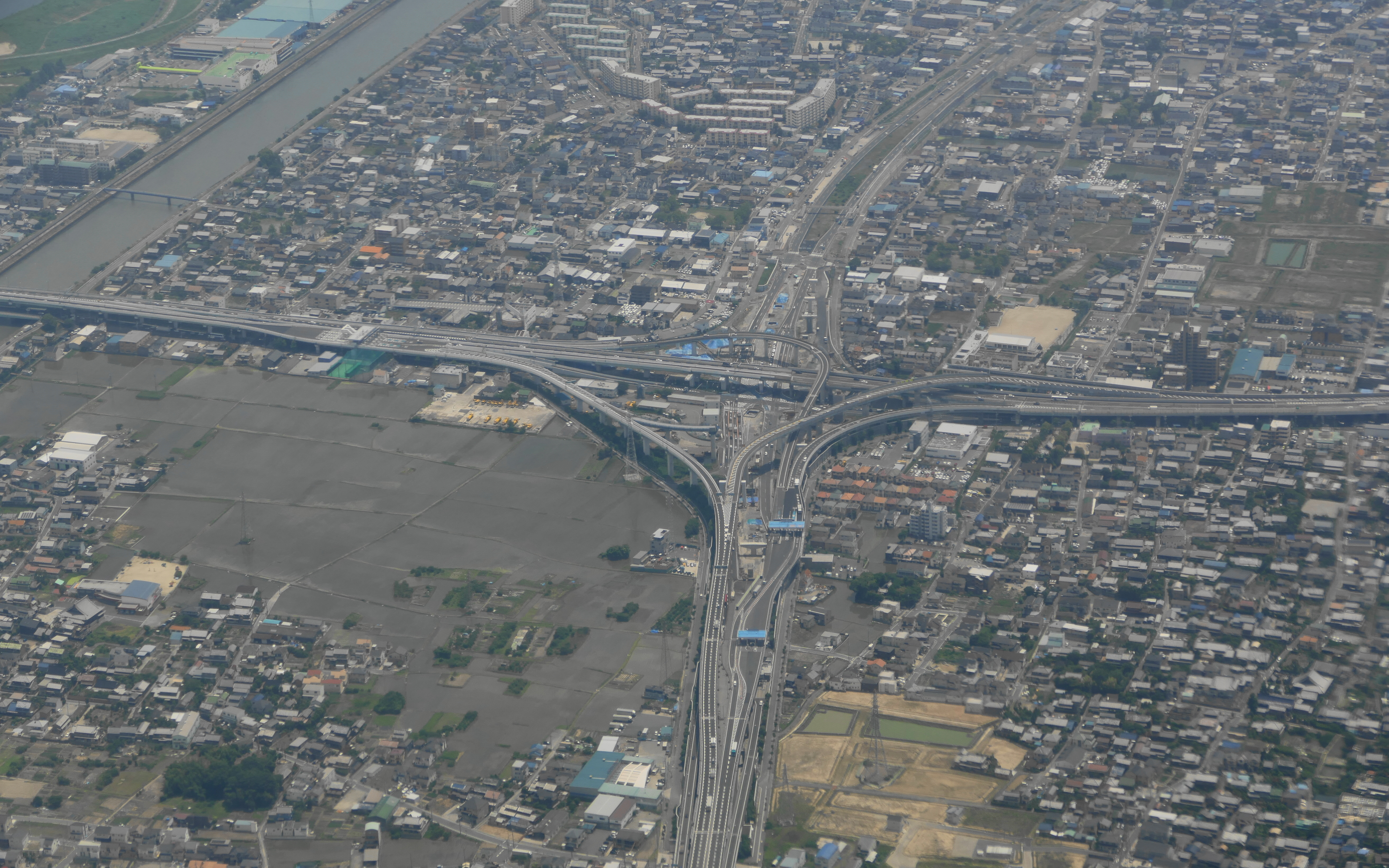
終点の名古屋西JCT。左側が5号万場線で右側が東名阪自動車道。両路線は直線で連結。

## 出入口など
- 直接接続の記載がないものは市道接続である。
- （間）は他の道路を介して接続している間接接続
- 英略字は以下の項目を示す。
JCT：ジャンクション、TB:本線料金所

| 出入口番号                          | 施設名       | 接続路線名                                                                                   | 起点から （km） | 備考                         | 所在地 |
| ----------------------------------- | ------------ | -------------------------------------------------------------------------------------------- | --------------- | ---------------------------- | ------ |
| 東山線 高針方面                     |              |                                                                                              |                 |                              |        |
| -                                   | 新洲崎JCT    | 都心環状線                                                                                   | 0.0             |                              | 中村区 |
| 511/501                             | 黄金出入口   | （間）名古屋市道愛知名駅南線（大須通） （間）名古屋市道名古屋環状線                          | 1.4             | 都心環状方面出入口           | 中川区 |
| 512/502                             | 烏森出入口   | 愛知県道115号津島七宝名古屋線 （間）愛知県道190号名古屋一宮線 （間）名古屋市道名古屋環状線   | 2.8             | 千音寺（東名阪道）方面出入口 | 中村区 |
| -                                   | 千音寺TB     | -                                                                                            |                 | 都心環状方面                 | 中川区 |
| 513/503                             | 千音寺出入口 | 愛知県道115号津島七宝名古屋線 （間） 国道302号（環状2号） （間）愛知県道40号名古屋蟹江弥富線 | 6.4             | 都心環状方面出入口           | 中川区 |
| -                                   | 名古屋西JCT  | C2 名古屋第二環状自動車道                                                                    | 6.8             |                              | 中川区 |
| E23 東名阪自動車道 四日市・亀山方面 |              |                                                                                              |                 |                              |        |

- 501-503 西行、511-513 東行

## 歴史

### 開通まで
5号万場線（開通当初は1号万場線と称した）は2号東山線と一体で計画された。その建設の主旨は、名古屋市内と東名高速道路名古屋ICないし三重県方面を往来する長距離交通を名古屋高速に誘導のうえ、平面街路の渋滞解消を意図する内容であった。そして、名古屋市周辺を迂回する名古屋環状2号線とは上社と千音寺付近で連結して、名古屋市内に用が無い通過交通を名古屋環状2号線に振り分けることでさらなる機能分化を推し進めることとされた。
1970年代に計画された名古屋高速各路線は、その当時全国レベルで高まりを見せていた反公害運動のあおりを受けて、1976年（昭和51年）に概ね3割の区間が高架式から半地下、地下式に都市計画変更された。しかし、万場線は東海道新幹線をはじめとした鉄道各路線の直下を地下方式で建設することは技術的に不可能とされ、新川、庄内川の渡河区間および名古屋環状2号線専用部（名二環）との連結部は高架式で建設するという取り決めもあり、検討段階で全区間が半地下・地下式の対象外とされた。このため、半地下・地下式あるいは高架式の選択で二転三転した2号楠線（現・1号楠線）より遅く着工された割には、楠線より2年早い1986年（昭和61年）に全線開通を見ている。

### 開通後
従来、白川 - 名古屋西IC間は一般道路で30分を要したが、万場線開通によって10分で移動可能となり、白川 - 亀山間で見ると所要1時間10分が40分に短縮された。その便利さを裏付けるように、開通1か月間で予想された利用台数を六千台上回り、公社の収益面に対しても大きくプラスに貢献した。1979年（昭和54年）の2号大高線開通以降暫くは利用数が予想を大きく下回り、費用が収入を上回る赤字が続いたが、万場線の開通は前年の東新町入口と東別院出口への延伸開業とも相まって大幅な料金収入増をもたらし、1989年度以降は単年度の黒字に転換、償還準備金の繰り越しが出来るまでに改善した。
開通時点では他の名古屋高速路線とは繋がっていなかったことから、白川出入口と指定の名古屋高速出入口間の連絡用乗継券（1時間有効）を発行し、高速料金の二重払いをしなくてもよいシステムを採用した。

### 年表
- 1978年（昭和53年）1月20日 : 万場線一部区間の都市計画事業が認可（残り区間も7月13日に認可）[21]。
- 1979年（昭和54年）10月 : 本体工事に着手[6]。
- 1985年（昭和60年）10月3日 : 黄金跨線橋で最後まで繋がっていなかった中央部分の桁がクレーンにより架設[22]。
- 1986年（昭和61年）10月27日 : 1号万場線として白川出入口（1号白川線、現・2号東山線） - 名古屋西JCT開通により全線開通。名古屋西JCTで東名阪自動車道と接続[17]。併せて白川と高速2号相互連絡用の乗継券方式を導入[23]。
- 1987年（昭和62年）8月31日 : 新洲崎JCTで都心環状線に接続[24]。ただし新洲崎JCT - 名駅出口（現・錦橋出口）間のみ供用のため、東行きのみの接続。
- 1988年（昭和63年）4月26日 : 都心環状線東別院出口 - 新洲崎JCT間開通により西行きも接続[25]。この開通によって白川と高速2号相互連絡用乗継券を廃止[23]。
- 1995年（平成7年）9月19日 : 都心環状線全線開業に伴い路線番号と呼称を5号万場線に改称[11]。

## 路線状況

### 交通量
| 区間                       | 平成17（2005）年度 | 平成22（2010）年度 | 平成27（2015）年度 |
| -------------------------- | ------------------ | ------------------ | ------------------ |
| 新洲崎JCT - 黄金出入口     | 46,465             | 39,837             | 42,199             |
| 黄金出入口 - 烏森出入口    | 46,465             | 39,837             | 42,199             |
| 烏森出入口 - 千音寺出入口  | 46,465             | 39,837             | 42,199             |
| 千音寺出入口 - 名古屋西JCT | 46,465             | 39,837             | 42,199             |

（出典：「平成22年度道路交通センサス」・「平成27年度全国道路・街路交通情勢調査」（国土交通省ホームページ）より一部データを抜粋して作成）
- 令和2年度に実施予定だった交通量調査は、新型コロナウイルスの影響で延期された[26]。

## 道路施設

### 跨線橋

#### 黄金跨線橋

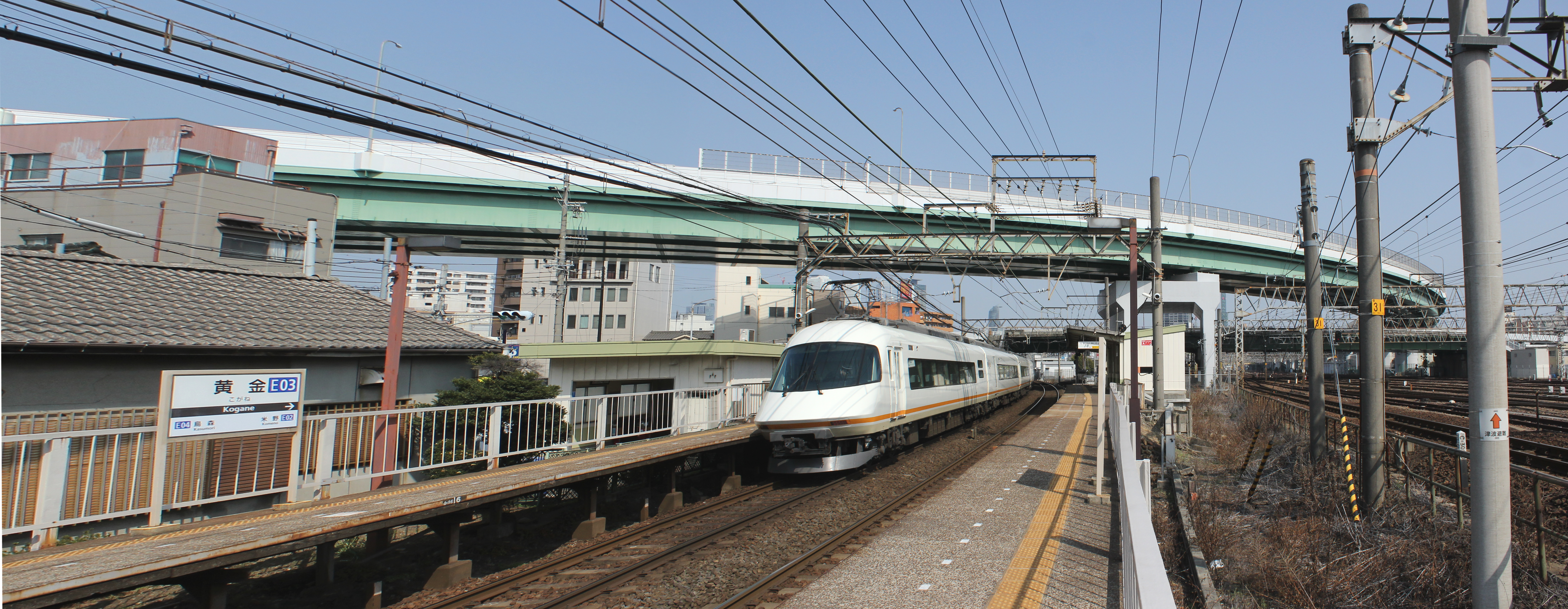
黄金跨線橋。私鉄とJR線および名古屋市道環状線の黄金陸橋をカーブで跨ぐ大規模跨線橋である（黄金駅）。

万場線は全路線中1箇所で進路を大きく変更するが、それが当該跨線橋区間である。愛知県道115号と笹島地域を橋渡しして、若宮大通へ連結させるうえでのアプローチ路線となる。当該区間には近鉄、関西本線、あおなみ線、JR東海名古屋工場に至る線路が集積し、そこを名古屋市道環状線の黄金陸橋が横断、さらにその上を万場線が通過するという複雑な構成となっている。
こうした状況下で全長293 mの弧を描く跨線橋を架設するには、一括送り出し工法と橋の中央部をクレーンで架設する工法を併用することとして、まず1984年（昭和59年）9月より両側から橋桁を送り出す工事を開始した。ただ、黄金陸橋の日交通量は約6万7,000台に上ることから慎重を期しての施工となり、両桁間を38 mまで接近させて1985年（昭和60年）7月に送り出し工法による建設は終了した。残り38mは黄金陸橋にクレーンを設置、桁を吊り上げて落とし込んだうえでボルトで接合する工法を採用し、最初の工事が1985年10月に施工された。なお、万場線における工事の難所は黄金跨線橋と後述の中川運河倉庫群における2箇所であるが、当該工事の進展が万場線開通時期の見通しを与え、当初1986年度とされた開通時期を1986年（昭和61年）秋に具体化させる一要因となった。

#### 六反跨線橋
黄金付近の大規模鉄道集積地帯を跨いでのち、若宮大通に直通するためにはもう一つ鉄道集積地帯を越える必要がある。これが六反跨線橋である。ここは東海道新幹線とJR中央線、東海道線、名鉄線が集積し、さらに広幅員道路の名古屋市道広井町線（名駅通）が並行する。また、当該区域と新洲崎JCTが近接することで、JCTの渡り線も跨線橋にかかる。こうした状況から工事は送り出し工法により架設した。道路交差部は手延機を使用することなく25mを押し出したが、鉄道交差部は手延機と自走台車による送り出しのうえ、前後に設置した門型降下機によって本線橋桁に連結した。さらに丸田町JCTに架かる渡り線2橋は本線桁上で組み立てたうえで送り出しにより設置している。

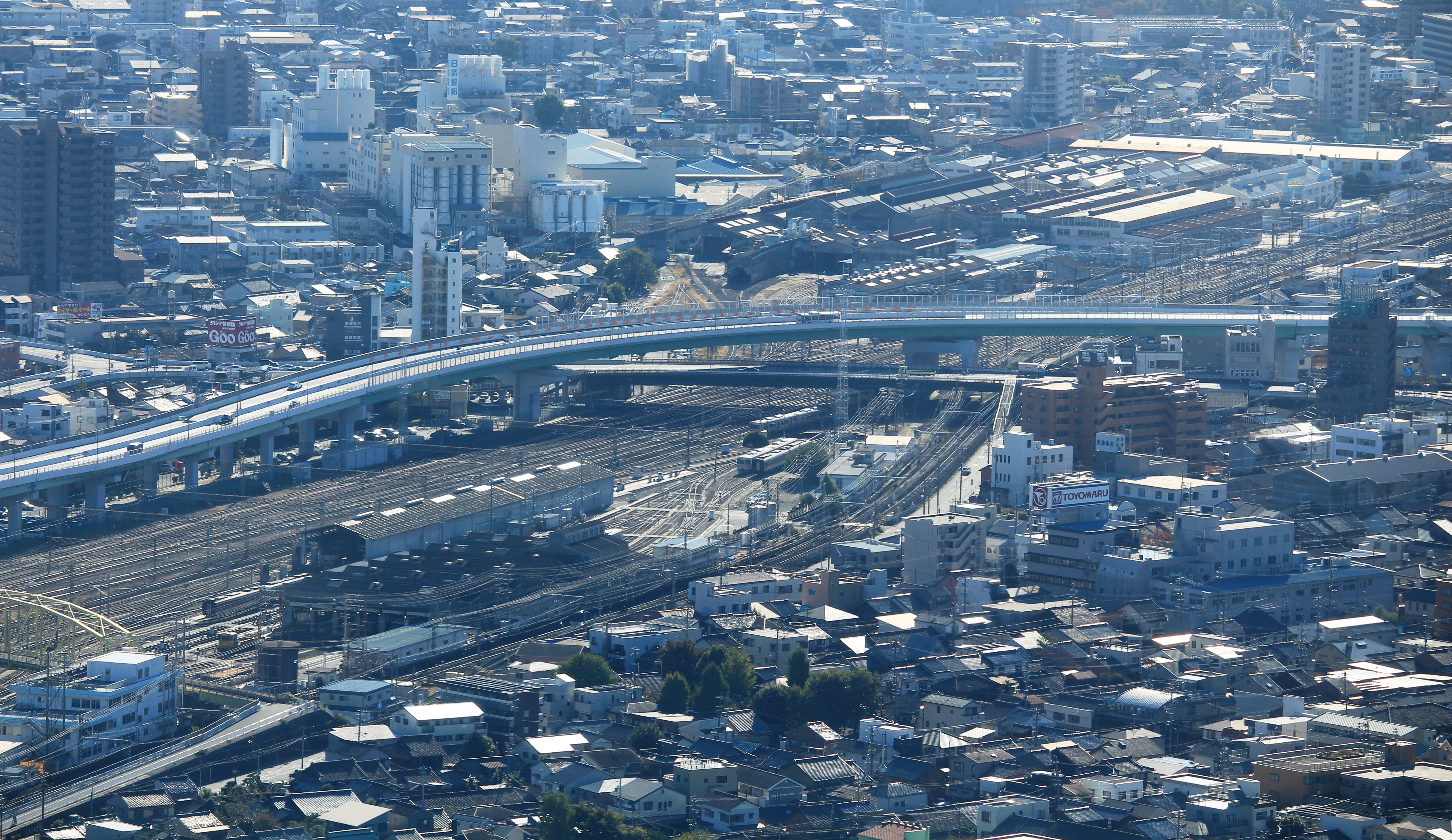
黄金跨線橋
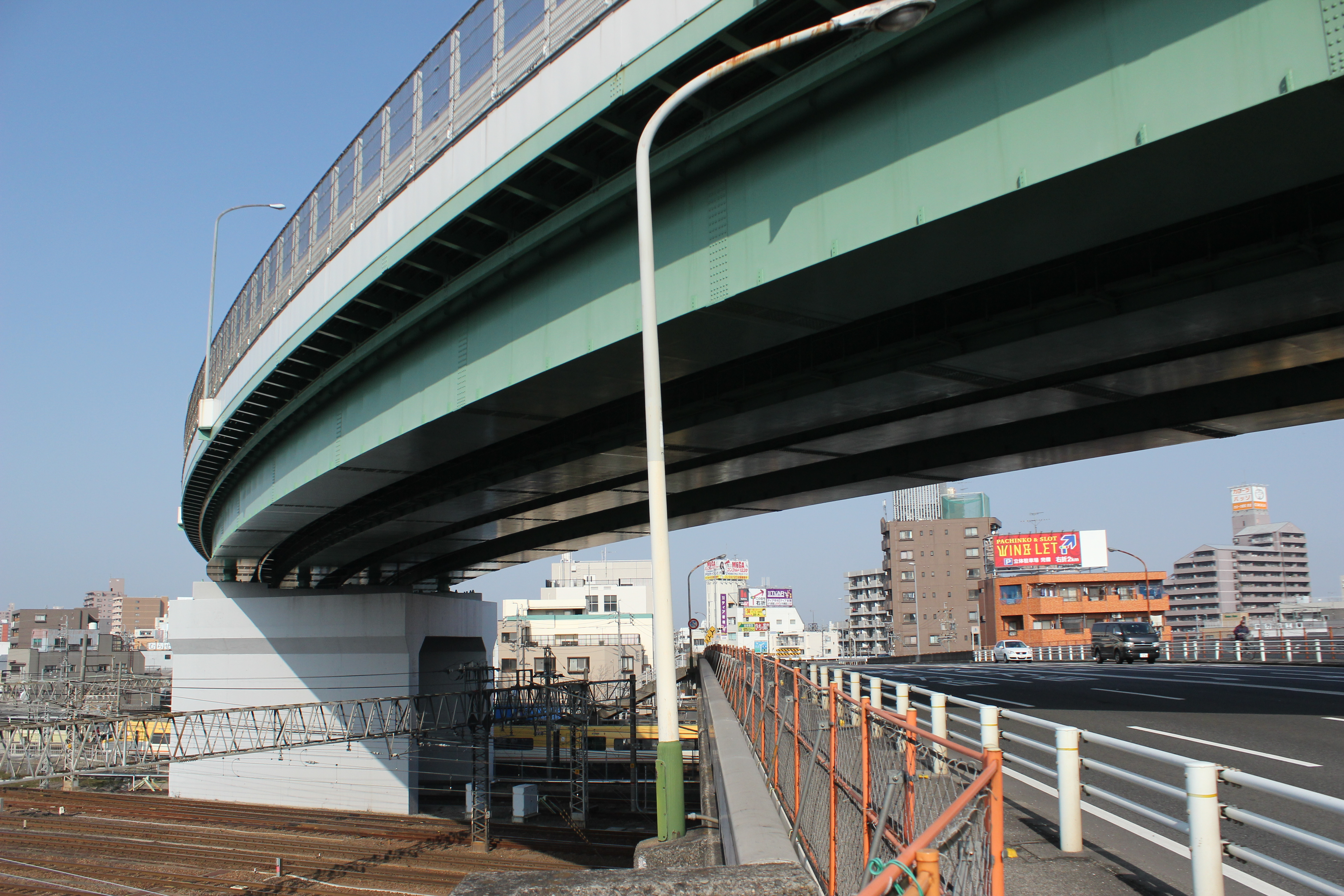
跨線橋西側の橋脚。
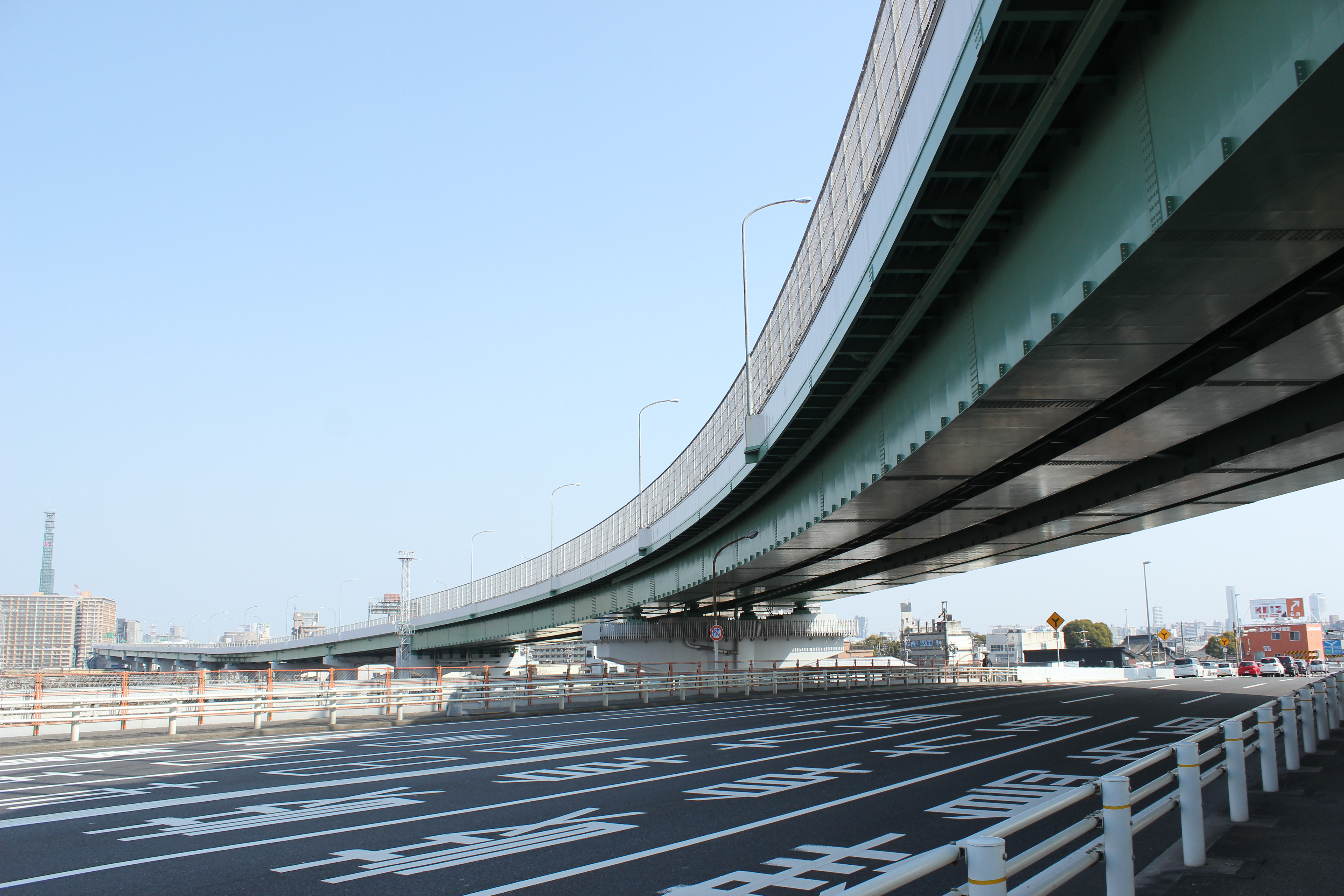
ここでクレーンにより橋桁を持ち上げて左右橋桁を接合した。
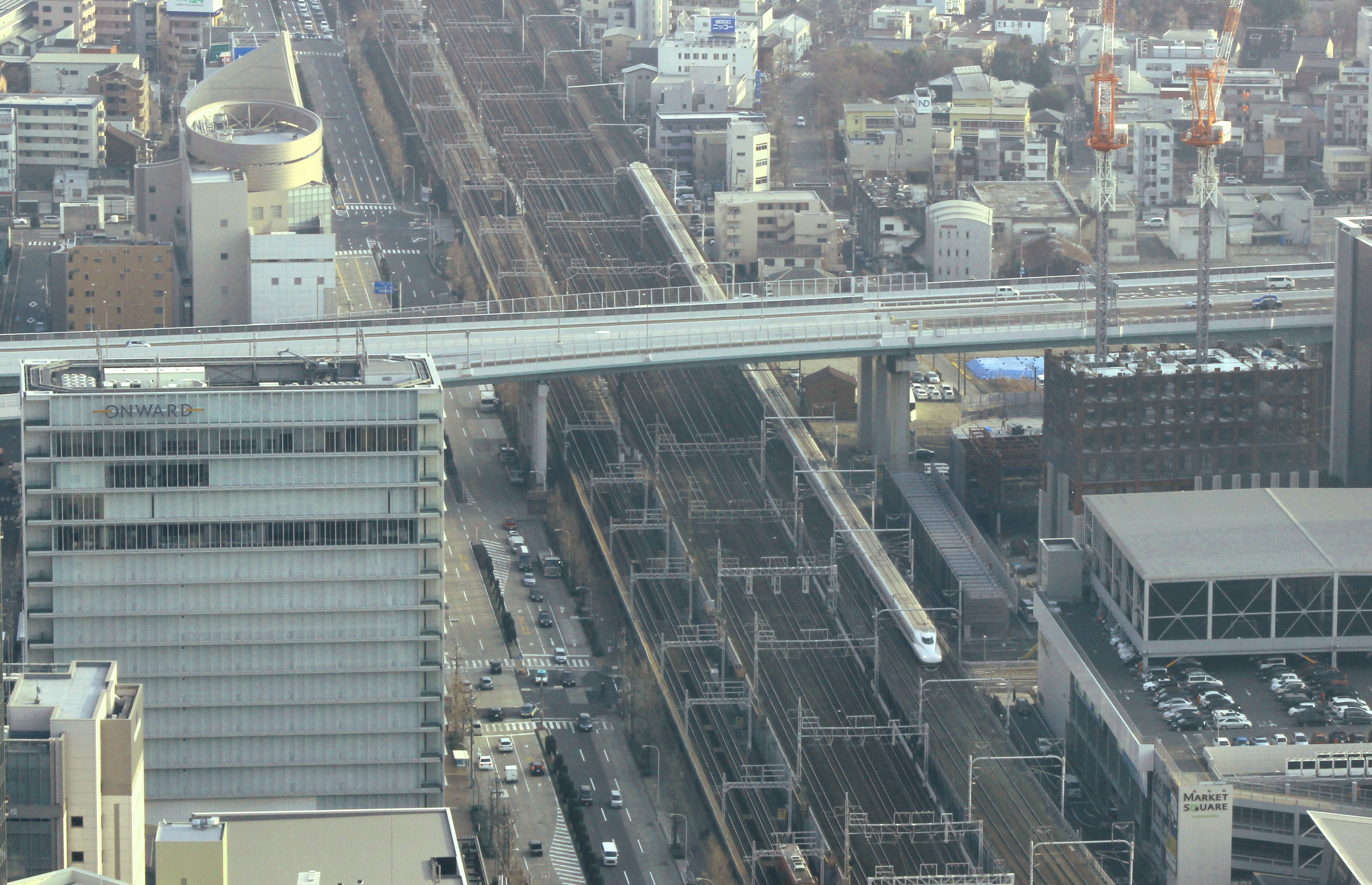
六反跨線橋。鉄道線と並行する左の道路は名駅通。
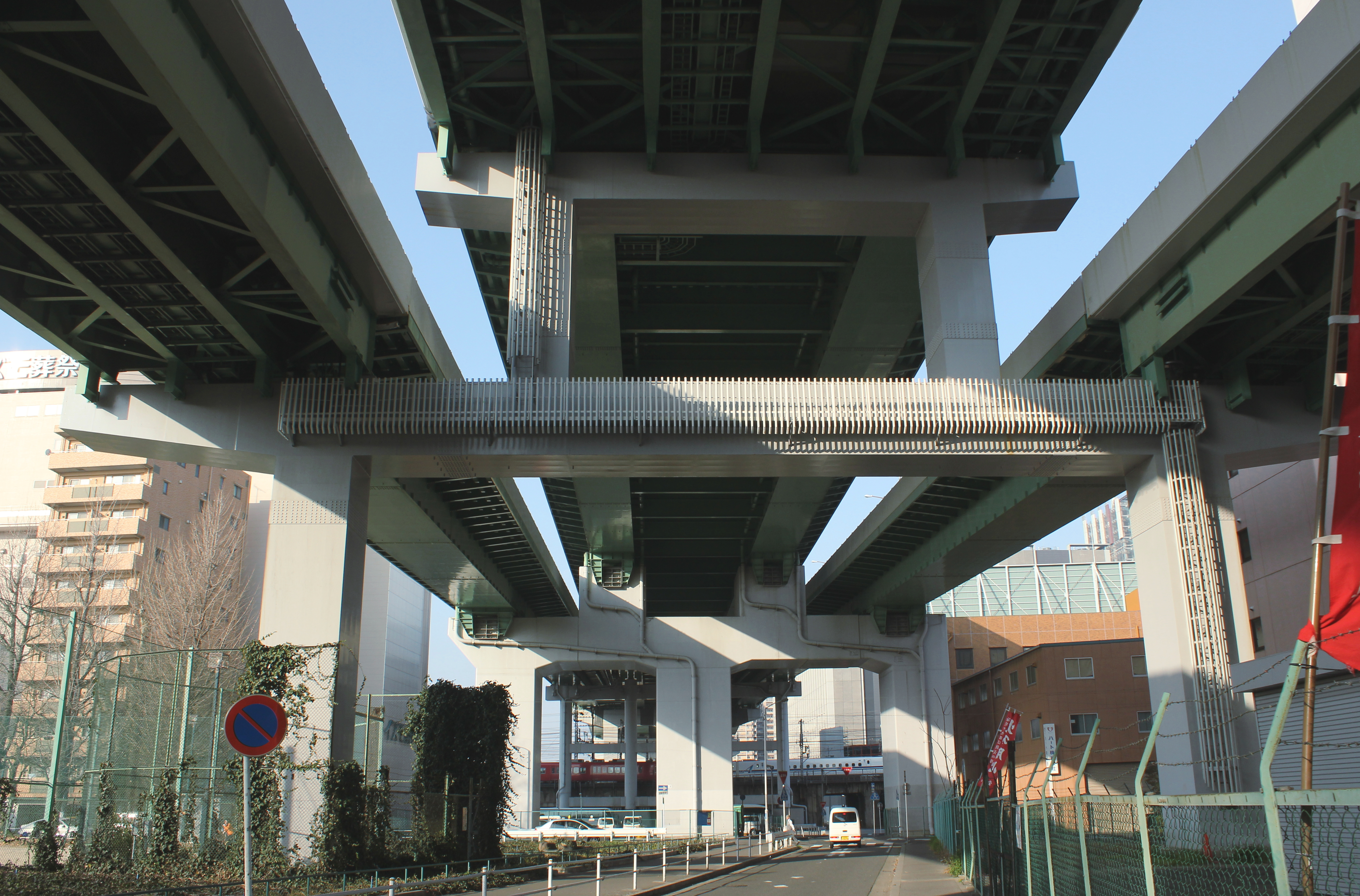
六反跨線橋 - 新洲崎JCT間の渡り線対応の橋脚。奥が六反跨線橋。中央が本線、左右が渡り線の2橋。

### 中川運河倉庫群における建設
この付近は万場線計画時点では中川運河の堀止付近を利用して荷さばきするための4 - 5階建の巨大倉庫が複数存在したことで、その大きさと業務内容ゆえ用地買収における代替地が見つからない場合は高架下における営業を許可した。そのことから、橋脚は倉庫間を跨いで建設されることになり、勢い大径間の高架橋となった。橋脚は倉庫間の狭い隙間に建設され、大スパンで橋桁を架設するにも倉庫があるために橋脚中間に仮設橋脚を組めないことが問題となった。このため、運河上に作業構台としての仮桟橋を建設し、そこで長大橋桁を組み立て、橋脚にスライドして架設する横びき工法を採用した。

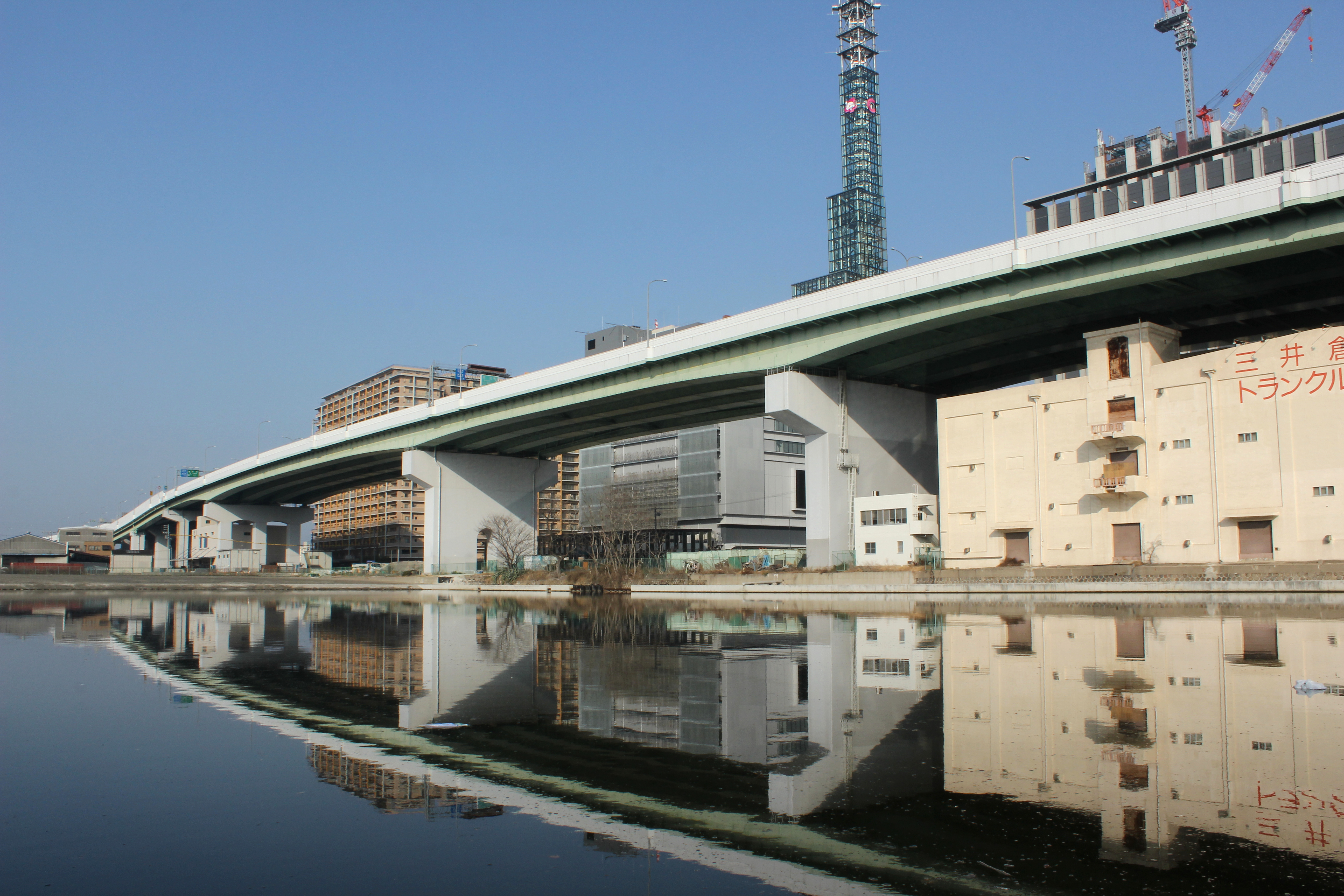
中川運河区間の大径間高架橋。
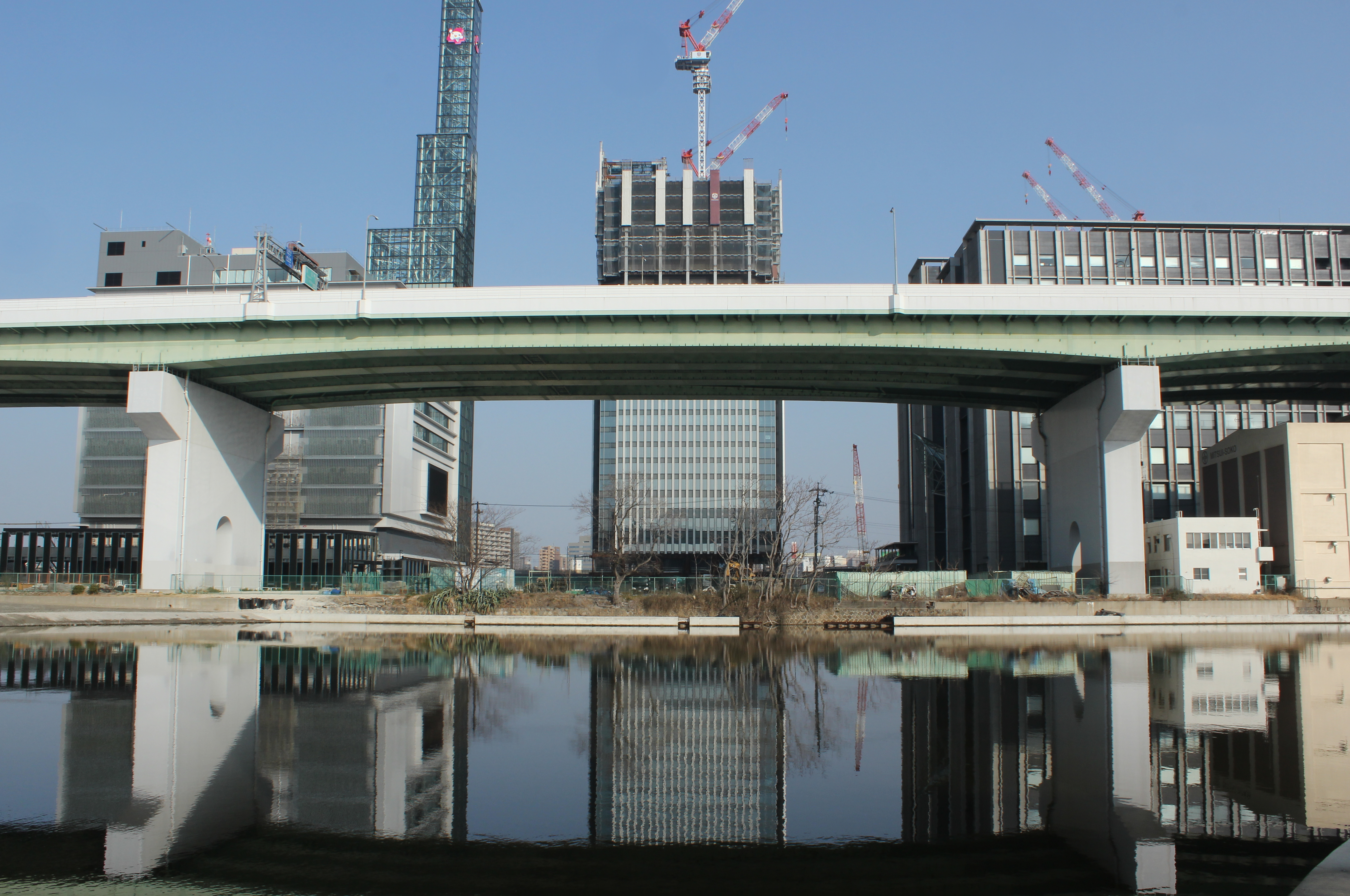
橋脚間は概ね100 - 130mで通常の倍の長さ[30]。

### 環境対策
高速1号は東西方向の路線であることから、路線を挟んで北側に位置する区域では南側からの太陽光が遮断されるエリアが発生する。名古屋市の調査では冬至前後で最大20日間に渡って太陽光が当たらないエリアが発生するとされた。これについては必要な補償を行ったが、北側の遮音壁に透光性タイプを採用して採光面に配慮した。

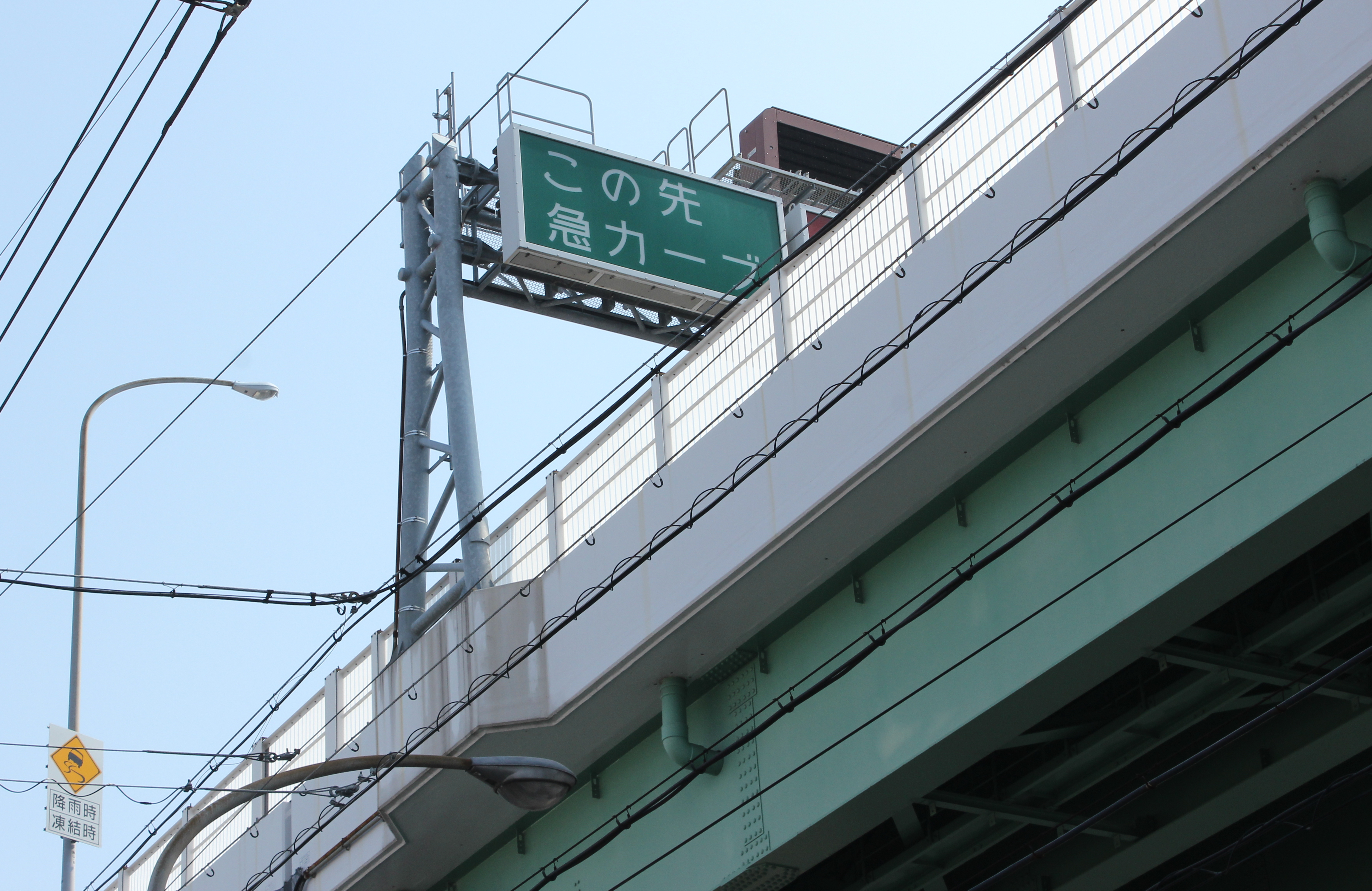
北側から見た透光性遮音壁
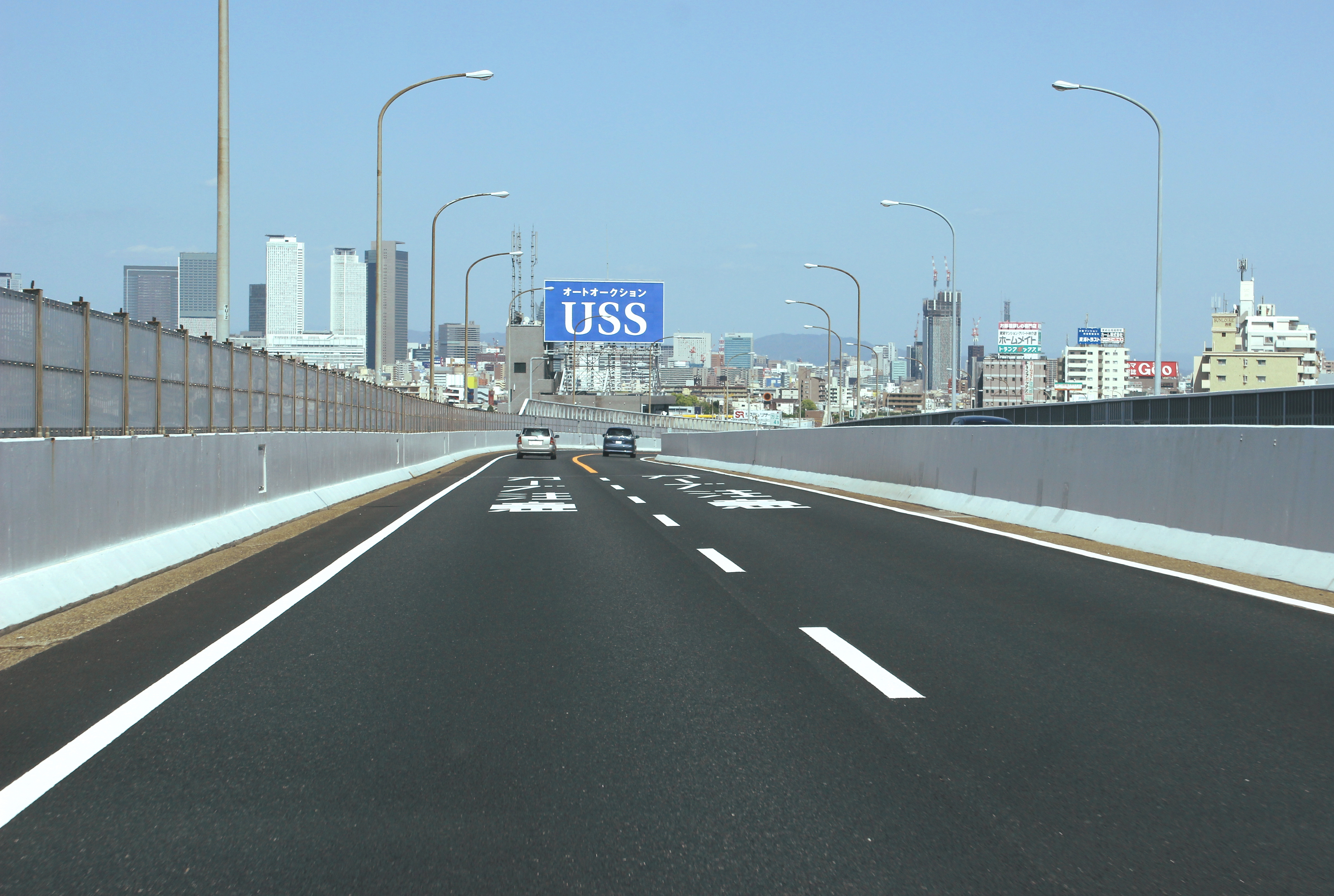
延々と続く透光性遮音壁（左側）
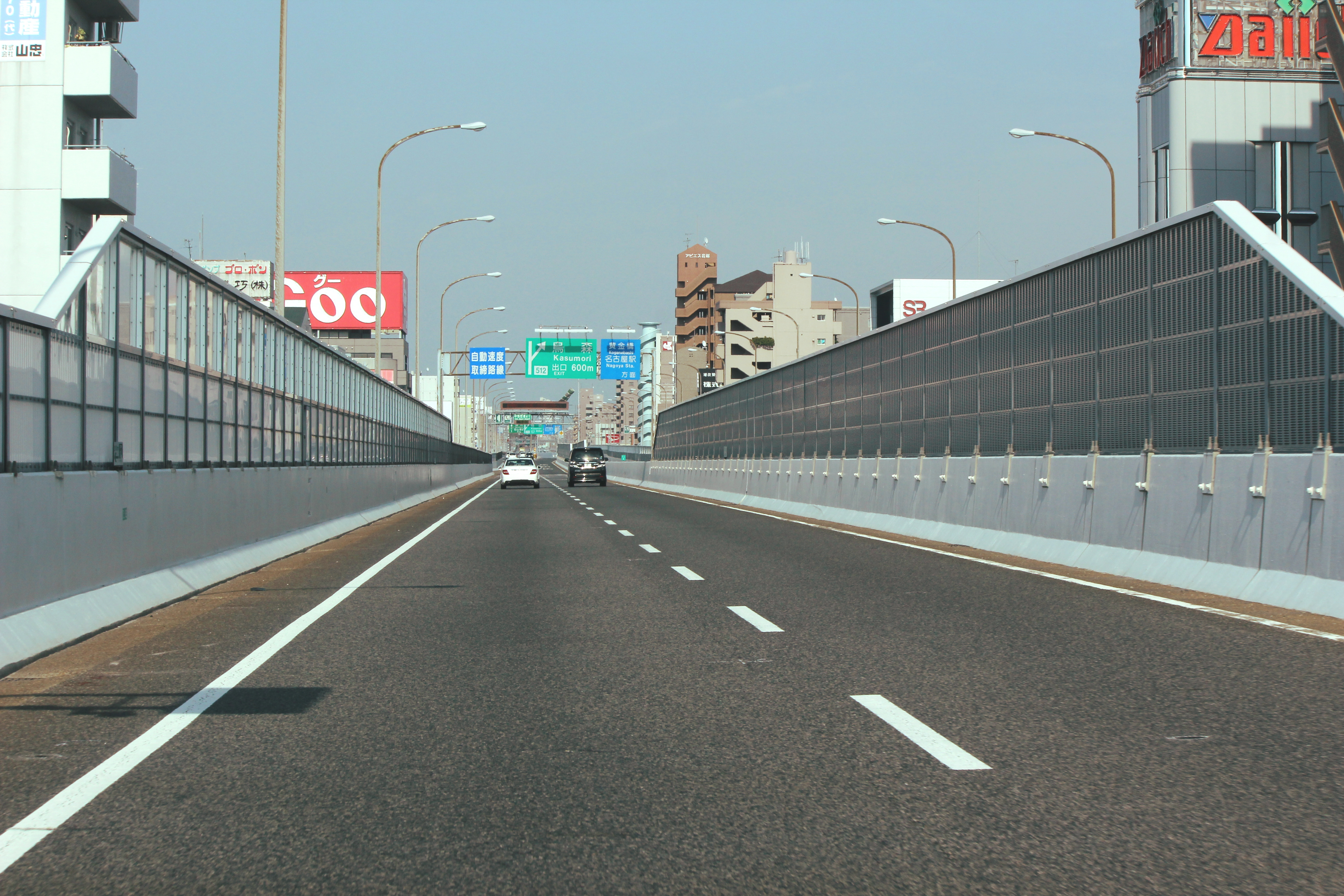
病院や学校が近接する区間では静穏性に配慮して高層遮音壁を採用

### 万場大橋
名古屋市と郊外を出入する国道、高速道路は概ね庄内川ないし天白川を跨ぎ、名古屋市内の交通流動を考えるうえで大きな障害となる河川である。名古屋高速で見ると、この2大河川を跨ぐ場合は並行する広幅員道路を避けて迂回するケースが多い。1号楠線は国道41号の上流側、6号清須線は国道22号の下流側、3号大高線は国道23号の両側、4号東海線は愛知県道55号名古屋半田線の下流側に偏って建設されている。その中にあって5号万場線はそれらとは異なる形態を採用している。
万場大橋は名古屋市中村区と中川区の区界となる庄内川に架かる橋長196 mの大橋である。元々は愛知県道115号のみが占有する単独の橋だが、いかんせん片側1車線と道路幅が狭く、堤防道路と平面交差していることもあって朝夕には身動きが取れないほどの渋滞が発生していた。このことから地元より早期の道路拡幅の要望が出されていたが、これに対しては高速道路の関連街路事業の一環として架け替える計画とされた。このため、拡幅と万場線の事業を一体的に行うにあたって、近接する万場小橋（新川を渡河）も含めて橋脚から全て架け替えることになった。これに伴って橋脚を二段として万場線を上乗せする形となり、県道の中央を高速道路が通過する構造とされ、結果的に他の名古屋高速路線とは異なる道路形態となった。改築後は旧橋と比べて幅員が13 mから32 mと3倍に拡幅された。なお、万場大橋と似た構造としては、短い距離ながら3号大高線の呼続大橋（山崎川を渡河）がある。

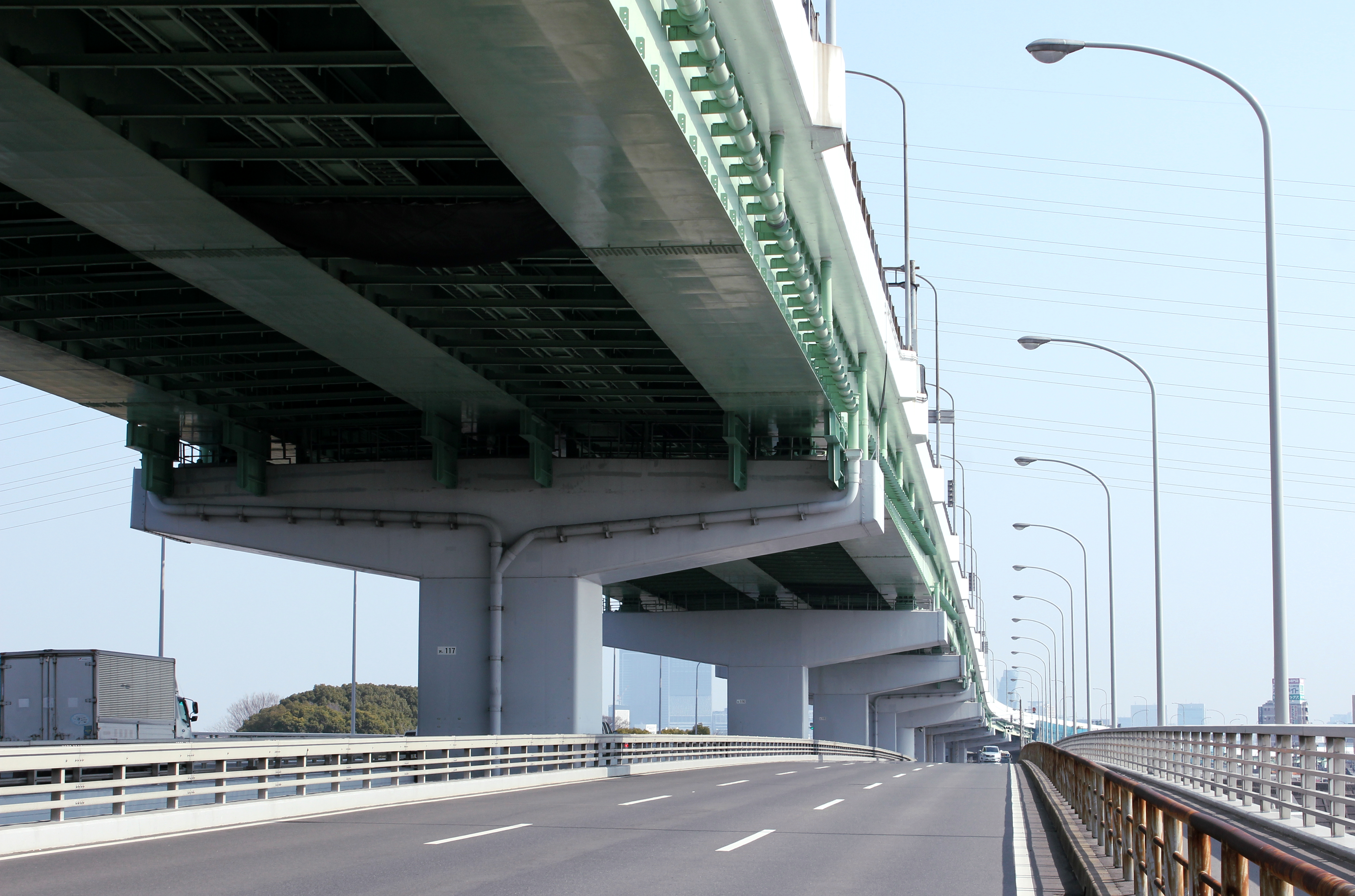
中村区と中川区の区界に架かる万場大橋
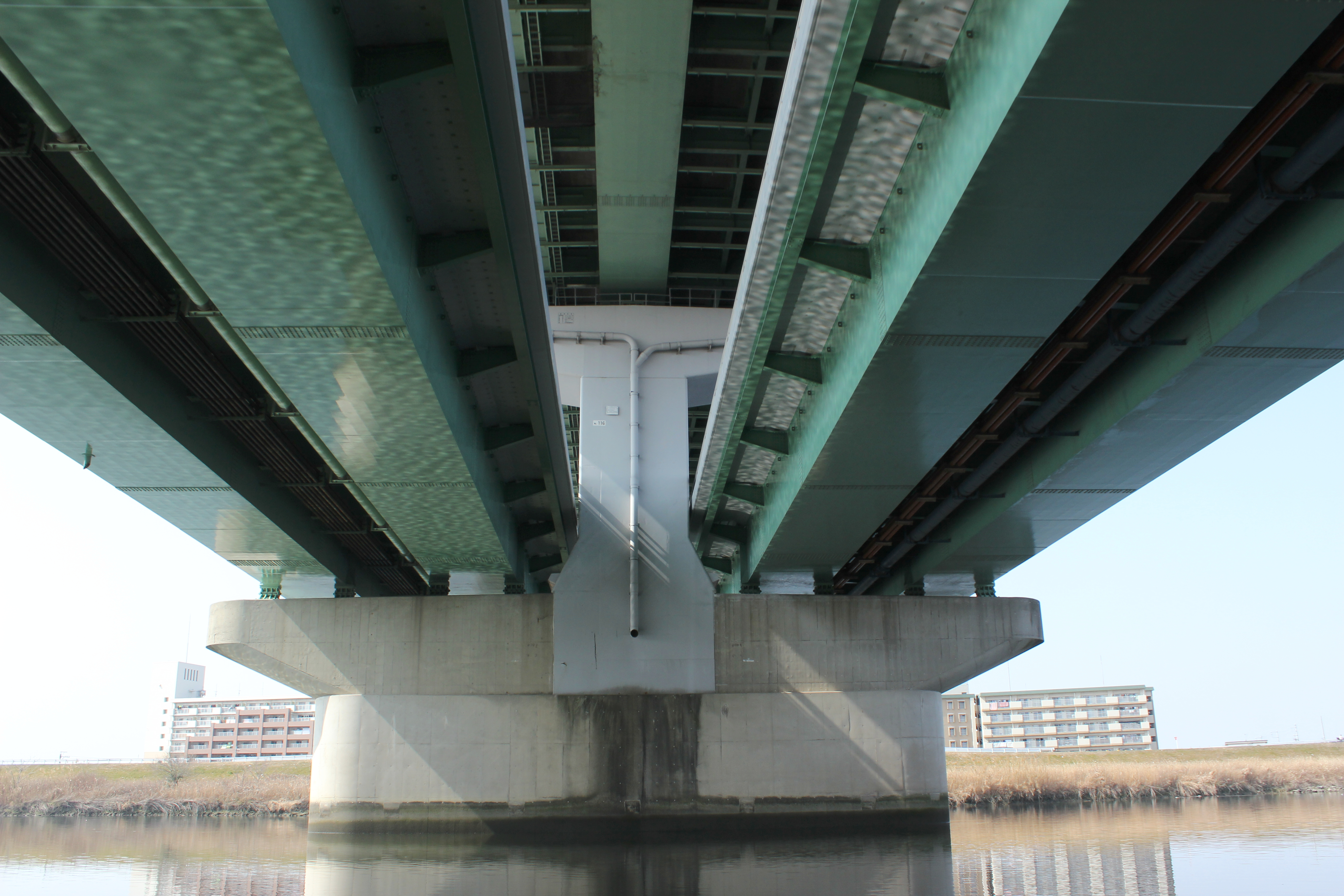
橋脚は県道と共有する構造
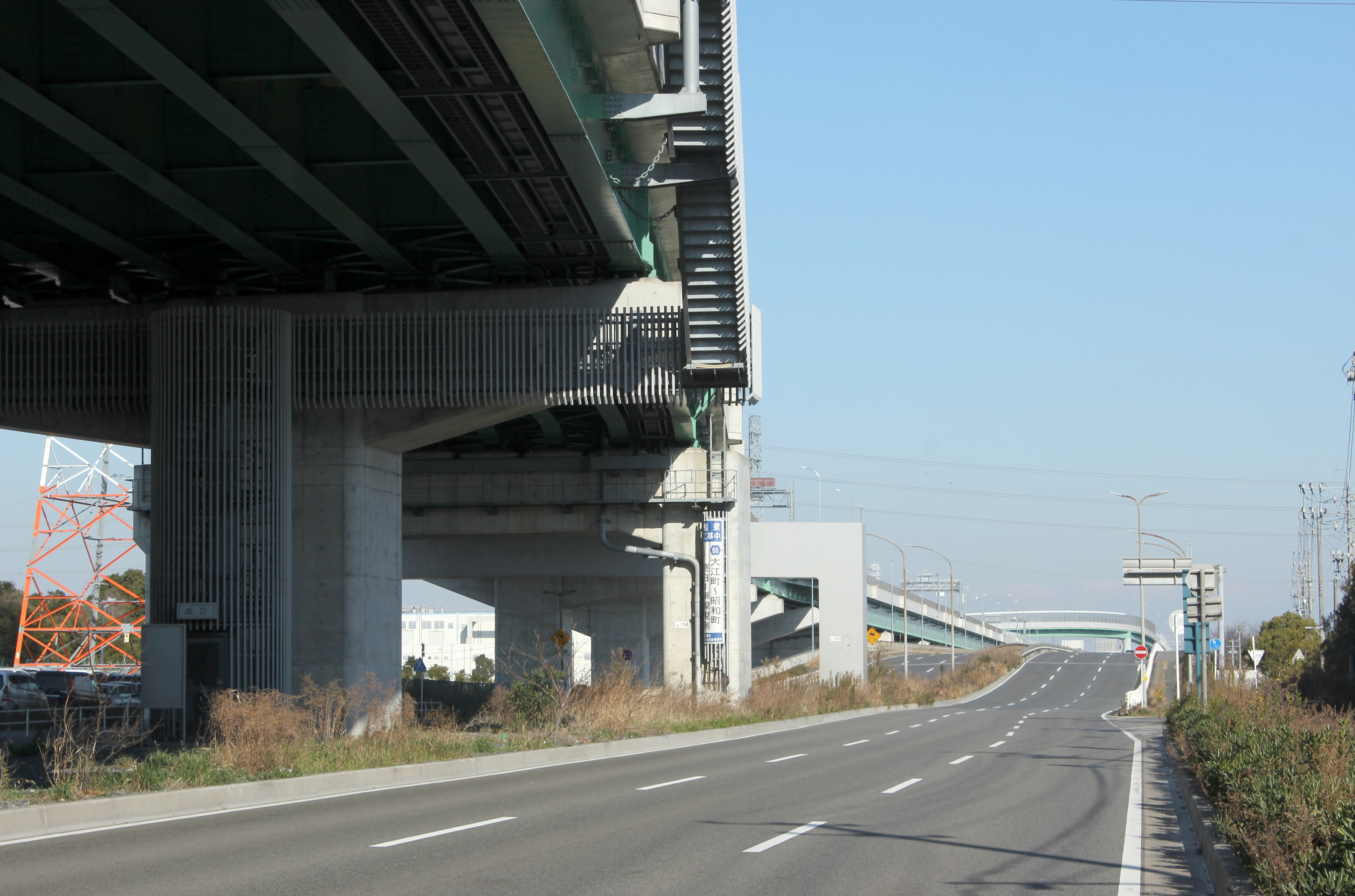
4号東海線の天白大橋区間では下流側に迂回
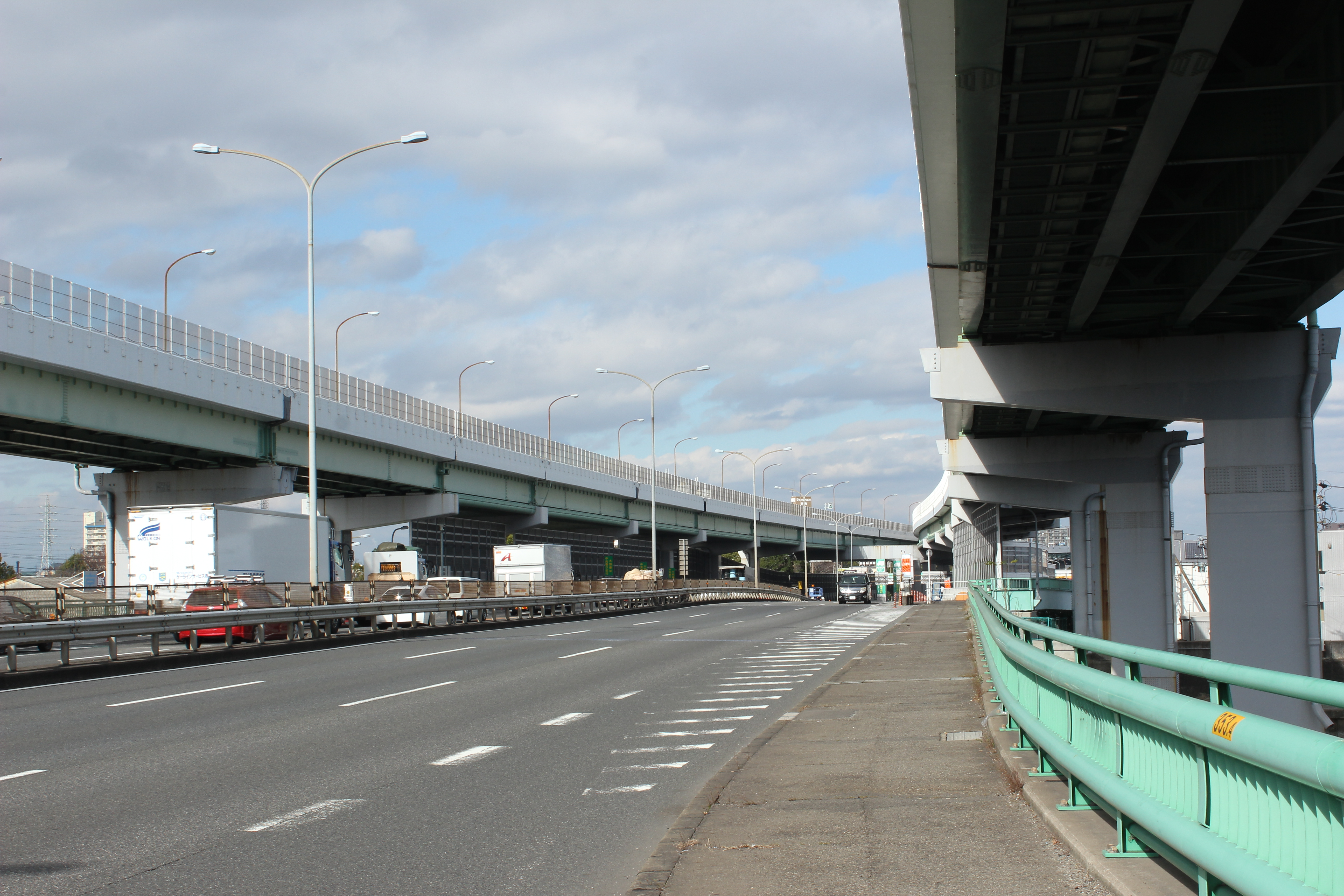
3号大高線における天白扇川橋の上下分離構造

## 地理

### 通過する自治体
- 名古屋市
  - 中村区 - 中川区

### 接続高速道路
- 名古屋高速2号東山線（新洲崎JCTで直結）
- 名古屋高速都心環状線（新洲崎JCTで接続）
- C2 名古屋第二環状自動車道（名古屋西JCTで接続）
- E23 東名阪自動車道（名古屋西JCTで直結）